# Afrikaanse stekelstaart
De Afrikaanse stekelstaart (Oxyura maccoa) is een vogel uit de familie Anatidae. De wetenschappelijke naam van de soort is voor het eerst geldig gepubliceerd in 1838 door Eyton.

## Voorkomen
De soort komt voor van Ethiopië tot Zuid-Afrika.

## Status
De grootte van de populatie wordt geschat op slechts 4800-5700 volwassen vogels. Op de Rode lijst van de IUCN heeft deze soort de status bedreigd.